# Полоцкая, Эмма Артемьевна
Э́мма Арте́мьевна По́лоцкая (урождённая Арутю́нова; 5 марта 1922, Баку — 6 сентября 2007, Москва) — советский и российский литературовед. Доктор филологических наук. Член Союза писателей СССР. Специалист по русской литературе второй половины XIX века.

## Семья
Эмма Артемьевна Полоцкая родилась 5 марта 1922 года в Баку в семье бывшего купца Артёма Сергеевича Арутюнянца и Елизаветы Калустовны, белошвейки из Сагияна (армянская деревня в Шемахинском районе Азербайджана); кроме неё в семье росли сын Михаил и дочь Артемида. В начале коллективизации, в 1929 году семья перебралась в Пятигорск, затем голод заставил мать с дочерьми переехать к сыну в Днепропетровск. Михаил Арутюнов был женат на Клавдии Петровне Чухрай; с её сыном от первого брака Григорием, впоследствии знаменитым кинорежиссёром, Эмма в то время очень дружила.
Через несколько лет Эмма с матерью поселилась в подмосковном Быкове, где с отличием окончила школу им. КИМ. В 1940 году она поступила в Институт военной прокуратуры, где при очной форме обучения не возбранялось сочетать учёбу с работой.
В 1942 году, похоронив мать, уехала к брату в Пермь, где поступила на филологический факультет Пермского университета. По возвращении в Москву окончила филфак МГУ, затем училась в аспирантуре МГОПИ им. Н. К. Крупской. В 1954 году защитила диссертацию на соискание учёной степени кандидата филологических наук по теме «Повести Чехова: (К вопросу об особенностях чеховского реализма)». В 1985 году защитила диссертацию на соискание учёной степени доктора филологических наук по теме «А. П. Чехов. От творческого замысла к воплощению (проблемы поэтики)».
Первая опубликованная работа — газетная заметка «Помощь колхозу» («На боевом посту», г. Руза, 4 сентября 1942 г.).
Работала в Литературном музее, в доме-музее А. П. Чехова, в ИМЛИ им. А. М. Горького АН СССР (ведущий научный сотрудник).
Научные труды посвящены творчеству А. П. Чехова, Валерия Брюсова, Якова Полонского и других русских писателей. Основное направление деятельности — исследование творчества А. П. Чехова. Ей принадлежит «изобретение» термина «внутренняя ирония» по отношению к литературному стилю Чехова.
Автор более 70 научных и популярных работ. Книга «Вишнёвый сад»: Жизнь во времени удостоена премии Москвы за 2003 год.
Умерла в 2007 году. Похоронена на кладбище «Ракитки».

### Статьи
- Внутренняя ирония в рассказах и повестях Чехова // Мастерство русских классиков. — М.: Советский писатель, 1969. — С 438—439.
- Рец. на кн.: Бердников Г. А. П. Чехов. Идейные и творческие искания. Изд. 2-е. Л., 1970.
- Человек в художественном мире Достоевского и Чехова // Достоевский и русские писатели. Традиции. Новаторство. Мастерство. — М., 1971. — С. 184—245.
- Духовная биография Чехова // Вопросы литературы. — М., 1972. — № 3. — С. 217—219.
- Театр Чехова в восприятии Брюсова // Брюсовские чтения. 1973. — Ереван, 1976. — С. 237—254.
- Пути чеховских героев // Чехов А. П. «Дом с мезонином». Рассказы. — М., 1975. — С. 3-22.
- Поэтика Чехова. Проблемы изучения // Чехов и литература народов Советского Союза: Сборник / Редкол.: Айвазян К. В. и др.; Ереван. гос. ун-т, Ин-т мировой лит-ры им. А. М. Горького АН СССР. — Ереван: Изд-во Ереванского ун-та, 1982. — С. 165—183.
- О назначении искусства (Пушкин и Чехов) // Чеховиана: Ст., публикации, эссе / Отв. ред. Лакшин В. Я.; АН СССР. Науч. совет по истории мировой культуры. Чехов. комис. — М.: Наука, 1990.
- Чехов — творчество и современность. (ФРГ, Баденвейлер, 1985) // Чеховиана: Ст., публикации, эссе / Отв. ред. Лакшин В. Я.; АН СССР. Науч. совет по истории мировой культуры. Чехов. комис. — М.: Наука, 1990.
- Мелиховский контекст «Дяди Вани» // Чеховиана: Мелиховские труды и дни. Статьи, публикации, эссе / РАН. Науч. совет по истории мировой лит. Чеховская комис.; Редкол.: Лакшин В. Я. (отв. ред.) и др. — М.: Наука, 1995.